# Český svaz karate
Český svaz karate (ČSKe) zastřešuje sportovní karate v České republice.
Je členem Světové federace karate World Karate Federation (WKF), Evropské federace karate European Karate Federation(EKF), Českého olympijského výboru (ČOV) a České unie bojových umění (ČUBU).

## Struktura
- předseda ČSKe
- sportovně technická komise
- trenérsko metodická komise
- komise rozhodčích
- rada reprezentace
- sekretariát
- disciplinární komise
- kontrolní komise
- sportovní centra mládeže
- krajské svazy karate

### Předsedové ČSKe
- 1990:
- 2016: Ing. Jiří Boček

## Ocenění ČSKe

### V.I.P. klub
- Josef Blaho
- Blaho Ľudovít
- Boček Jiří
  - prezident ČSKe a předseda VIP klubu
  - prezident ČSKe od roku 2004
  - 2000-2004 Asistent repre. KATA
  - Instruktor W.G.K.F. – Goju-Ryu
  - člen kolégia Danů
- Faktor Jiří
  - člen komise TMK ČSKe
  - člen kolégia DANů
  - 2000-2008 předseda TMK ČSKe
- Gáf Ladislav
- Golas Josef
- Honzák Ivan
- Hrabal Jiří
- Janda Vladimír
- Koloc Bohumil
- Kesl Karel
- Musil Ondřej
  - člen VV ČSKe
  - Předseda Rady reprezentace
  - Trenér I.třídy karate FTVS
  - člen kolégia DANů
- Nekola Jaroslav
  - člen revizní komise ČSKe
  - člen komise rozhodčích
  - Mezinárodní rozhodčí EKF a WKF
  - člen kolégia DANů
- Průcha Karel
- Pytlík Jan
- Pytlíková Blanka
- Rajchert Josef
  - člen VV ČSKe
  - předseda komise rozhodčích
  - Mezinárodní rozhodčí EKF a WKF
  - člen kolégia DANů
- Ryska Vladimír
- Schwarz Miroslav
- Sláma František
- Sochatzi Jan
- Stránský Rudolf
- Strnad Karel
- Suchánek Oldřich
- Svoboda Slavomír
  - člen VV ČSKe
  - Ekonom ČSKe
  - předseda Č.U.B.U.
  - zkušební komisař II.třídy ČSKe
- Štěpán Pavel
- Volánek Zdeněk i.m.
- Žižka Vlastimil
- Žofčín Jiří

### Síň slávy
- 2011: Karel Strnad
- 2011: Karel Kočička
- 2011: Josef Zvěřina
- 2011: Vladimír Ryska
- 2011: Slavomír Svoboda
- 2012: Jiří Faktor
- 2013: Jaroslav Nekola